# Giovanni Pindemonte
Giovanni Pindemonte (Verona, 4 dicembre 1751 – Verona, 23 gennaio 1812) è stato un poeta e drammaturgo italiano.

## Biografia
Fratello maggiore del più noto Ippolito Pindemonte, nasce a Verona nel "ramo di Sant'Egidio" il 4 dicembre 1751, da Luigi Pindemonte e Lodovica Maria Maffei, detta Dorotea, nipote di Scipione Maffei.
La sua educazione inizia tra le mura domestiche della dimora natia, dove ha come precettore l’abate Bartolomeo Lorenzi, studioso di filosofia e teologia ed insegnante presso il seminario veronese.
All’età di quattordici anni, nel 1765, Giovanni perde il padre e viene trasferito, insieme al fratello Ippolito, presso il collegio dei nobili di San Carlo a Modena, dove ha la possibilità di crearsi una formazione letteraria notevole, dando prova anche di grandi abilità nell’improvvisazione di versi e ricevendo l’acclamazione a «principe in lettere»[1]: si ricorda un episodio in particolare, avvenuto durante un pranzo dalla famiglia Landi di Piacenza, in cui egli mette a tacere un frate che lo aveva sfidato in un agone poetico improvvisato.
Nel 1771 termina gli studi presso il Collegio modenese e torna a Verona, dove lui ed Ippolito hanno la possibilità di accrescere ulteriormente la loro formazione grazie al precettore Giuseppe Torelli, uomo particolarmente colto nelle discipline scientifiche e nella matematica, ma, mentre Ippolito si applica con grande impegno negli studi, Giovanni «sulle ammonizioni Torelliane celiava e, rimproverato dolcemente di rincorrere la cavallina ed esortato a far punto, rispondeva che per allora far punto era impossibile».[2]
Giovanni rivela sin dalla giovinezza di possedere un temperamento impetuoso e passionale, talvolta sino all’imprudenza: proprio al 1777-78, infatti, risale il processo intentatogli da Francesco Garavetta, che lo accusa di aver sedotto la moglie, Rosa Contarini Garavetta, e che lo descrive come «un soggetto assai facoltoso, di scorretti lascivi costumi, di poca religione e di un carattere molto violento»[3]. Pur non conoscendo l’esito del processo, si può ipotizzare che lo status sociale molto elevato gli abbia permesso di districarsi da questa situazione senza gravi conseguenze. Certamente ha ben chiara l’importanza della nobiltà come strumento di potere in quanto nel 1782, trasferitosi a Venezia, presso Santa Marina, da poco più di due anni, decide di sposare Vittoria Widmann-Rezzonico (sorella di Carlo Widmann), da cui avrà due figli, Luigi e Carlo, proprio per poter essere ufficialmente accolto all’interno del patriziato veneziano ed entrare a far parte del Maggior Consiglio come membro dei Dieci savi, ovvero la magistratura responsabile delle finanze della Serenissima, ruolo da lui fortemente ambito.
Giovanni, che nel frattempo aveva esordito come librettista di drammi musicali per alcuni noti compositori, dà inizio in questi anni alla sua produzione tragica, mettendo in scena le prime rappresentazioni presso vari teatri veneziani; si ricorda fra tutti il teatro di San Giovanni Grisostomo, che accoglie con successo tragedie come Mastino I della Scala, I Baccanali di Roma, I coloni di Candia. Proprio quest’ultima rappresentazione scatena un forte dissenso fra il pubblico greco residente a Venezia, tanto da richiedere l’intervento del Consiglio dei Dieci.
Anche l’ascesa politica di Pindemonte è notevole in questo periodo: il 31 maggio 1788 viene nominato Podestà di Vicenza, ufficio che lo impegna sino al 18 ottobre 1789, ma che gli causa l’indesiderata attenzione dell’Inquisizione per via del suo schieramento contro il Governo. 
Durante l’anno da Podestà vicentino Giovanni intesse, inoltre, una relazione amorosa con «una bella Vicentina»[5], la contessa Drusilla Sagramosa Martinengo Colleoni, che lo spinge, dopo il ritorno a Venezia, ad intraprendere numerosi viaggi di piacere nei territori vicentini per proseguire clandestinamente i loro incontri; dopo un breve periodo idilliaco, però, la cosa  giunge alle orecchie del marito di lei, Giacomo Martinengo, e i due si scontrano in Piazza San Marco, per poi finire in tribunale. Per Pindemonte, tuttavia, questa volta le cose non volgono per il meglio a causa della nobiltà del suo avversario e rivale, ed è costretto a scontare otto mesi di detenzione nella fortezza di Palma.
Dopo l’uscita di prigione, sconfortato dal mutato sentimento della «bella vicentina» nei suoi confronti, Giovanni si ritira al Vo’ di Isola della Scala, dove per un breve periodo si dedica totalmente all’otium letterario, revisionando ed integrando numerosi testi di vario genere, in particolar modo tragedie e poesie: è d’obbligo citare almeno I Rimedi di Amore volgarizzati da Eschilo Acanzio, una traduzione dei Remedia amoris di Ovidio, opera che lo impegna in svariate correzioni, ed una tragedia scritta rifacendosi alla sua infelice storia d’amore con la contessa Drusilla Martinengo, Il salto di Leucade.
a. A Parigi rimase foDue anni dopo, mentre capitolava la Repubblica veneta, scrisse un «trattatello» politico «sulla decadenza del Veneto Governo» (Biadego, 1883, pp. 325-50). 
Nel 1792 torna a Venezia, dove non rinuncia ad esprimere il proprio disgusto per quell’ormai moribondo governo alle soglie della rivoluzione. Sbollito, con il Terrore, l’entusiasmo giacobino, scrisse i sonetti Contro il moderno filosofismo, contro la falsa Sofia del popolo francese e sulla caduta di Tolone. Nel settembre 1793 recitò all’Accademia degli Eccitati di Este un’orazione in lode di s. Tommaso d’Aquino, poi stampata a Verona nel 1809. Ma presto ritornò a Venezia, riprendendo a criticare apertamente il governo e intrattenendo relazioni segrete con i giacobini. Scoperto, lo mise in salvo il fratello Ippolito, che nell’aprile 1795 lo indusse a fuggire in Francia. Ma l’aria della Francia non fa per lui, e, dopo pochi mesi, lo troviamo nuovamente a Venezia, dove, ormai forte del sostegno della maggior parte dei cittadini,  pubblica un testo volto a svelare il marciume del vecchio governo, acclamando la rivoluzione. Così scrive: «il senato, un branco di pecore; i Savi, tratti solo dalle vecchie famiglie nobili, nella mollezza e nel lusso educati, […] entrano nel governo con poche idee, e mal combinate, […] e son quasi sempre zucche vuote di sale, sciocchi ignoranti, mentecatti e sol pieni di superbia e di presunzione»[6]. Attivissimo nei circoli patriottici, fu a Milano tra il dicembre 1797 e il febbraio 1798, e a Bologna tra il marzo e il luglio, dove pubblicò un’Ode alla Cisalpina. Tornato a Milano nel settembre, quando Trouvé riformò la costituzione, fu membro del Consiglio degli Iuniori. Invasa Milano dagli austro-russi, nell’aprile del 1799 riparò nuovamente in Francia, a Grenoble e poi a Parigi, dove frequentò i rifugiati italiani e Ginguené, cui dedicò uno dei due grandi poemi dell’esilio, La Repubblica Cisalpina, l’altro essendo Le ombre napoletane. Sospettato di complicità nella congiura antibonapartista di Giuseppe Ceracchi (ottobre 1800), fu trattenuto dalla polizia francese sino alla fine di gennaio 1801, ma liberato grazie a Ferdinando Marescalchi, plenipotenziario della Cisalpina presso il primo console. Rimpatriato, fu tra l’estate e l’autunno nella Verona «italica», di cui nel novembre fu eletto deputato ai Comizi di Lione, ma sostituito nel dicembre per i recenti trascorsi antibonapartisti. Dopo aver trascorso alcuni mesi a Verona, torna nuovamente nella città lombarda, dove viene nominato membro del Corpo Legislativo il 2 giugno 1802. Da questo momento in avanti, Giovanni deve così impegnarsi in numerosi incarichi per la Repubblica Italiana che lo costringono a dividersi fra Milano e Verona, e che gli causano non sporadicamente fastidiosi malumori, anche dovuti al fatto che il clima politico del tempo non trasudava certo spensieratezza, poiché Milano si ritrovava nel mezzo di quella disputa austro-francese che tanto disgustava molti italiani.
Durante questo periodo di spola fra il territorio lombardo e quello natìo scaligero (1802-1806), Giovanni ha la possibilità di dare una forma unitaria a numerose sue opere, in particolar modo a quelle teatrali, pubblicate a Milano da Sonzogno nel 1804 in una raccolta in quattro volumi, i Componimenti teatrali, sino ad allora circolanti singolarmente. Si impegna, inoltre, in una fitta corrispondenza con la moglie Vittoria, che nel frattempo si trova a Verona coi figli, descrivendole la vita sociale della Milano del primo Ottocento come frivola e grandiosa: nonostante la nostalgia di casa, egli fa ben comprendere tra le righe che il lusso e la sfarzosità del luogo non gli dispiacciono affatto. Il 6 marzo 1805 scrive alla Widmann: "Sono secco, e come tra noi dicesi stufo agro di stare in questo gran calderone, e desidero ardentemente il mio Vo. Posso assicurarti che ho cercato appunto l’ultimo giorno di Carnevale di divertirmi per farmi passare un po’ il malumore. Quel giorno il mio divertimento è consistito nel corso, in una gran cena in Teatro dal mio amico Corner, e nel veglione fino a giorno."[7]
Il 26 maggio 1805 Napoleone viene incoronato Re d’Italia, e Pindemonte descrive la cerimonia in una delle sue lettere alla moglie. Ormai gli acciacchi dell’età si fanno sentire, e il desiderio di tranquillità lo spinge a ritirarsi a vita privata. Il ritorno in patria, tuttavia, non avviene pacificamente, come testimoniato dal sonetto d’addio ai Milanesi;[8] i motivi della sua indignazione, però, non ci sono noti.
Nel 1807 Napoleone riforma la Costituzione, e nella cerchia dei suoi elettori per gli Antichi Dipartimenti, incaricati di approvare o respingere i vari progetti di legge, sceglie anche Pindemonte, il quale però non si presenta all’assemblea generale. Da questo momento in avanti, egli non si lascia ulteriormente coinvolgere in affari politici.
Giovanni si ritira definitivamente a vita privata, dedicandosi alla famiglia, alla meditazione religiosa e all’otium letterario.
Muore nella natìa Verona il 23 gennaio 1812, probabilmente colto da un ictus.
Dopo la morte la sua opera non gode di particolare fortuna e lentamente scema la memoria di lui, forse oscurata da quella del più noto fratello Ippolito.
Di Giovanni Pindemonte resta però, oltre alle poesie, alle lettere e ad altri componimenti minori[9], una vasta produzione teatrale tragica che vale la pena approfondire, collocandosi in quella che Mario Petrucciani definisce «la crisi della tragedia»[10].
[1] Bennassù Montanari, Della vita e delle opere di Ippolito Pindemonte libri sei compilati da Bennassù Montanari, Venezia, Paolo Lampato, 1834, p. 10.
[2] Ivi, p. 29.
[3] Francesco Garavetta, Memoriale al Consiglio dei X, 10 marzo 1778, in mss. Cicogna 2985.
[4] Giovanni Pindemonte, Poesie e lettere di Giovanni Pindemonte raccolte e illustrate da Giuseppe Biadego, Bologna, Zanichelli, 1883, p. 11.
[5] Giovan Battista Baseggio, Giovanni Pindemonte, in Biografia degli italiani illustri, Emilio De Tipaldo, Venezia, Cecchini e Comp., 1844, p. 40.
[6] Pindemonte, Appendice in Biadego (a cura di), Poesie e lettere di Giovanni Pindemonte, cit., p. 340.
[7] Pindemonte, Lettere in Biadego (a cura di), Poesie e lettere di Giovanni Pindemonte, cit., p. 316.
[8] Il sonetto è contenuto all’interno del Fondo Cicogna presso la Biblioteca del Museo Correr di Venezia; mss. 1077.3.
[9] Un elenco esaustivo delle sue opere e della bibliografia è contenuto in Dizionario Biografico degli Italiani, Pindemonte, Giovanni, a cura di Corrado Viola.
[10] Mario Petrucciani, Giovanni Pindemonte nella crisi della tragedia, Firenze, Le Monnier, 1966, p. 3.